# Matthias Gasper
Matthias Gasper (* 26. Februar 1908 in Köln; † unbekannt) war ein deutscher Sportjournalist.

## Leben
Gasper begann nach der Schulzeit eine Lehrausbildung in der Kölnischen Volkszeitung. Seine erste Anstellung als Journalist hatte er in Aachen beim Echo der Gegenwart. 1928 wechselte er zur „Westdeutschen Sportkorrenpondenz“, dann zum Deutschen Nachrichtenbüro (DNB) nach Köln. Zu dieser Zeit begann er mit der Berichterstattung über den Radsport. In den 1930er Jahren war er Mitarbeiter bei der Fachzeitschrift „Deutscher Radfahrer“. Dort arbeitete er in der Redaktion unter dem Chefredakteur Fredy Budzinski.
Von 1938 bis 1942 war er Leiter der Sportredaktion des DNB. 1942 wurde er zur Wehrmacht eingezogen. Nach der Entlassung aus der Kriegsgefangenschaft 1946 übernahm er die Leitung des ersten Mitteilungsblattes für den Radsport in den Westzonen Deutschlands. Mit der Gründung der Fachzeitschrift „Radsport“ in Köln 1950, die zum amtlichen Blatt des Bundes Deutscher Radfahrer (BDR) wurde, wurde Gasper dort Chefredakteur. Er schrieb selbst viele Berichte über Radsportveranstaltungen, Interviews und Beiträge, die er mit dem Kürzel „MAGA“ kennzeichnete. Gasper berichtete für die Fachzeitschrift sowie eine Reihe von Tageszeitungen und Agenturen von einer Vielzahl von Radsport-Weltmeisterschaften, Olympischen Spielen, Kongressen des Weltverbandes Union Cycliste Internationale (UCI), Grand Tours und Klassikern im Radsport.
Im BDR übte er mehr als 20 Jahre lang die Funktion des Bundespressewarts aus. Im November 1970 zog er sich aus gesundheitlichen Gründen vom Beruf und allen Ehrenämtern zurück.